# Nowy Związek (Socjalliberałowie)
Nowy Związek (Socjalliberałowie) (lit. Naujoji sąjunga (socialliberalai), NS) – socjalliberalna litewska partia polityczna, działająca od 1998 do 2011.

## Historia
Ugrupowanie założył Artūras Paulauskas, w pierwszej połowie lat 90. sprawujący urząd Prokuratora Generalnego. Powołał je w 1998, wkrótce po wyborach prezydenckich, w których przeszedł do drugiej tury, przegrywając nieznacznie z Valdasem Adamkusem.
W wyborach do Sejmu w 2000 socjalliberałowie odnieśli względny sukces, zajmując z wynikiem 19,64% głosów drugie miejsce (za koalicją Algirdasa Brazauskasa) i otrzymując łącznie 29 mandatów w 141-osobowym parlamencie. Partia utworzyła koalicję rządową razem z Litewskim Związkiem Liberałów. W ramach podziału stanowisk lider socjalliberałów został wybrany na urząd przewodniczącego Sejmu, zaś premierem został Rolandas Paksas z LLS. W 2001 Nowy Związek wycofał swoich ministrów, co doprowadziło do upadku rządu. Partia weszła wówczas do nowej koalicji z Litewską Partią Socjaldemokratyczną.
W wyborach prezydenckich przeprowadzonych 13 czerwca 2004 z ramienia partii wystartowała Vilija Blinkevičiūtė, uzyskując 16,60% głosów. W tym samym roku ugrupowanie nie wprowadziło żadnego swojego przedstawiciela do Parlamentu Europejskiego, odnotowując wynik poniżej 7%. W wyborach krajowych w październiku Nowy Związek wystartował w koalicji z socjaldemokratami, zdobywając w jej ramach 11 mandatów.
NS kontynuował współpracę rządową z LSDP, w ramach której Artūras Paulauskas utrzymał stanowisko przewodniczącego parlamentu. Kiedy został odwołany w 2006, w związku z zarzutami dotyczącymi wykorzystywania przez pracowników kancelarii Sejmu służbowych samochodów dla prywatnych celów, jego ugrupowanie wycofało się z koalicji.
W 2007 socjalliberałowie odnotowali przeciętne wyniki w wyborach samorządowych, uzyskując w skali kraju 97 mandatów. Na początku 2008 Nowy Związek powrócił do współpracy z socjaldemokratami, wprowadzając swoich ministrów do gabinetu Gediminasa Kirkilasa. W wyborach parlamentarnych w tym samym roku partia uzyskała 3,64% głosów i nie przekroczyła wyborczego progu. Jeden z jej dotychczasowych posłów (Valerijus Simulik) utrzymał swój mandat, wygrywając w okręgu większościowym. W wyborach w 2011 ugrupowanie zdobyło 52 mandaty w radach samorządowych. 18 czerwca 2011 na XI zjeździe NS decyzją większości delegatów postanowiono o połączeniu się z Partią Pracy. Część członków nie zgadzająca się z tą decyzją zapowiedziała przystąpienie do Związku Liberałów i Centrum.
Partia pozostawała członkiem Partii Europejskich Liberałów, Demokratów i Reformatorów oraz obserwatorem w Międzynarodówce Liberalnej.